# 江差町立江差北小学校
江差町立江差北小学校（えさしちょうりつえさしきたしょうがっこう）は、北海道檜山郡江差町にある公立小学校。

## 沿革
- 2007年（平成19年）
  - 4月1日 - 日明・水堀・朝日の各小学校が統合し、江差北小学校開校。
  - 4月6日 - 開校式挙行。8学級編成（特学2学級）・児童123名でスタートを切った。
  - 6月3日 - 第1回運動会開催。
  - 11月19日 - 児童用トイレを一部改修。
- 2008年（平成20年）10月25日 - 児童用トイレを一部改修。
- 2010年（平成22年）2月16日 - 小中一貫教育乗り入れ授業実施。

## 周辺
- 江差町立江差北中学校 - 同一建物内で、かつ主な進学先。
- 北海道道935号小黒部鰔川線
- 江差水堀郵便局
- 国道229号線

## アクセス
- 江差町役場から、車で約8.3km・約15分。
  - 学校周辺には、路線バス（コミュニティバス含む）等の公共交通機関は通っていない。

## 学区
- 大澗町・泊町・尾山町・田沢町・伏木戸町・柳崎町・五厘沢町・水堀町・越前町・中網町・小黒部町・朝日町・鰔川町[1]